# Alphonse Péron
Pierre Alphonse Péron (Saint-Fargeau, 29 de noviembre de 1834 - Auxerre, 2 de julio de 1908) fue un paleontólogo aficionado francés .

## Biografía
Después de completar sus estudios en el colegio de Auxerre, Alphonse Péron fue admitido a la edad de 19 años en la Escuela Militar de Saint-Cyr . Aunque siempre ha tenido cierto interés por las ciencias naturales, fue a través de sus encargos durante la carrera militar que desarrolló su pasión por la geología y la paleontología y, paralelamente a su carrera militar, realizó numerosos trabajos científicos.
Su lesión en Sedan en septiembre de 1870 le obligó a suspender temporalmente su carrera militar. El armisticio franco-alemán de 1871 le permitió regresar a su lugar de nacimiento, donde se casó con su prima Amélie Dautun, con quien tuvo dos hijos, René y Louisa. Participa en particular en el estudio geológico de Tarn-et-Garonne y del Mediodía .
En 1875, asumió el cargo de viceintendente y tuvo que hacer varios viajes a Francia. Paralelamente a este puesto, escribió y coescribió numerosas obras, incluyendo su "Descripción de moluscos fósiles de los terrenos del Cretácico de la región sur de las tierras altas de Túnez", recopiladas en 1885 y 1886 por M. Felipe Tomás.
En 1896, obtuvo el título de comandante de la Legión de Honor. En 1900, fue elegido presidente de la Sociedad de Ciencias Históricas y Naturales de Yonne, y en 1905, fue nombrado presidente de la Sociedad Geológica de Francia.
Alphonse Péron falleció en Auxerre el 2 de julio de 1908.

## Publicaciones
Entre las obras de Alphonse Péron, se encuentran:
- Essai d'une description géologique de l'Algérie pour servir de guide aux géologues dans l'Afrique française (en francés). Paris: G. Masson. 1883. p. 202.
- Description du terrain tertiaire du sud de l'île de Corse. Nancy: Berger-Levrault. 1887.
- Description des mollusques fossiles des terrains crétacés de la région sud des hauts-plateaux de la Tunisie recueillis en 1885 et 1886 par M. Philippe Thomas... : / par Alphonse Péron. Exploration scientifique de la Tunisie (en francés). Paris: Imprimerie nationale. 1889. pp. XII-327. Consultado el 5 août 2013.
- Description des mollusques fossiles des terrains crétacés de la région sud des hauts-plateaux de la Tunisie recueillis en 1885 et 1886 par M. Philippe Thomas... : / par Alphonse Péron. Exploration scientifique de la Tunisie (en francés). Paris: Imprimerie nationale. 1889. pp. XII-327. Consultado el 5 août 2013.
- Gustave Cotteau, notice biographique. Auxerre: la Constitution. 1895. p. 46.
- Les Ammonites du crétacé supérieur de l'Algérie. Paris: Société géologique de France. 1896. p. 88.
- Études paléontologiques sur les terrains du département de l'Yonne. Céphalopodes et gastropodes de l'étage néocomie. Auxerre: la Constitution. 1900. p. 153.

## Honores
- Oficial de Educación Pública (1885).
- Comendador de la Orden Nacional de la Legión de Honor (1896).